# 週刊現代
週刊現代是一本總部位於日本東京的周刊，於1959年開始發行。它由日本最大的出版社讲谈社出版。該雜誌內容包含娱乐新闻以及內閣總理大臣和其他政治和金融界人士的新聞。該雜誌持有反核立场。 2012年11月，该杂志因刊登女性生殖器照片而受到日本当局的口头警告。 

## 外部鏈接
- （日語） Shukan Gendai Online （页面存档备份，存于）
- Sports Illustrated article about the Romanian gymnast controversy （页面存档备份，存于）